# Kënga Magjike 2004
Kënga Magjike 6 hölls mellan den 21 och 23 januari 2005 i 1 Tetori Auditorium i Pristina, Kosovo. Trots att tävlingen hölls i januari 2005 burkar den kallas för 2004 års upplaga. Detta var första gången som tävlingen hölls utanför Albanien och i Kosovo. 30 låtar deltog i tävlingen och efter att deltagarna röstat stod det klart att Irma Libohova vunnit tävlingen med låten "Prapë tek ti do të vij". Närmast efter Libohova slutade Yllka Kuqi. 

## Resultat

### Topp tre
| Plats | Artist        | Låt                      | Poäng |
| ----- | ------------- | ------------------------ | ----- |
| 1     | Irma Libohova | "Prapë tek ti do të vij" | ?     |
| 2     | Yllka Kuqi    | "Dhe të dua"             | ?     |
| 3     | Pirro Çako    | "Letër dashurie"         | ?     |

### Övriga priser
| Nr | Pris                  | Artist          | Låt                          |
| -- | --------------------- | --------------- | ---------------------------- |
| 1  | Çmimi I Kritikës      | Irma Libohova   | "Prapë tek ti do të vij"     |
| 2  | Vokali Më I Mirë      | Yllka Kuqi      | "Dhe të dua"                 |
| 3  | Çmimi Çesk Zadeja     | Pirro Çako      | "Letër dashurie"             |
| 4  | Çmimi Televiziv       | Mimoza Mustafa  | "Robnesha"                   |
| 5  | Paraqitja Skenike     | Adrian Gaxha    | "Ku je xhan"                 |
| 6  | Kantautori Më I Mirë  | Redon Makashi   | "Natë e fundit"              |
| 7  | Etno-Muzikë           | Jonida Maliqi   | "Nuk kam faj që robëroj"     |
| 8  | Magjia E Parë         | Burim Hoxha     | "Lozonjarja"                 |
| 9  | Çmimi Diskografik     | Alketa Vejsiu   | "Po s'më puthe ti"           |
| 10 | Çmimi I Interpretimit | Flori Mumajesi  | "Gjithmonë do jem me ty"     |
| 11 | Çmimi I Publikut      | Ledina Çelo     | "Një ishull që nuk ekziston" |
| 12 | Kënga Hit             | Shpat Kasapi    | "Shujë"                      |
| 13 | Çmimi Produksion      | Edona Llalloshi | "Ika nga ti"                 |

### Röstningsprocedur
I detta årets upplaga av tävlingen fick deltagarna själva ge varandra poäng för att utse en vinnare av tävlingen, medan en jury delade ut övriga priser. Undantaget var att telefonröstning användes för dela ut publikens pris.

#### Juryn
Juryn bestod av:
- Juryordförande, sångerskan Nexhmije Pagarusha
- Sångaren och låtskrivaren Aleksandër Gjoka
- Sångaren och kompositören Valton Beqiri
- Violinisten Ibrahim Madhi
- Värden och producenten Valbona Selimllari
- TV Klans generaldirektör Aleksandër Frangaj